# Scania 1-serie
Scania 1-serie är en serie med tunga lastbilar tillverkade av Scania. Serien är efterträdare till 0-serien och företrädare till 2-serien. Serien var i produktion mellan 1974 och 1981.

## Galleri

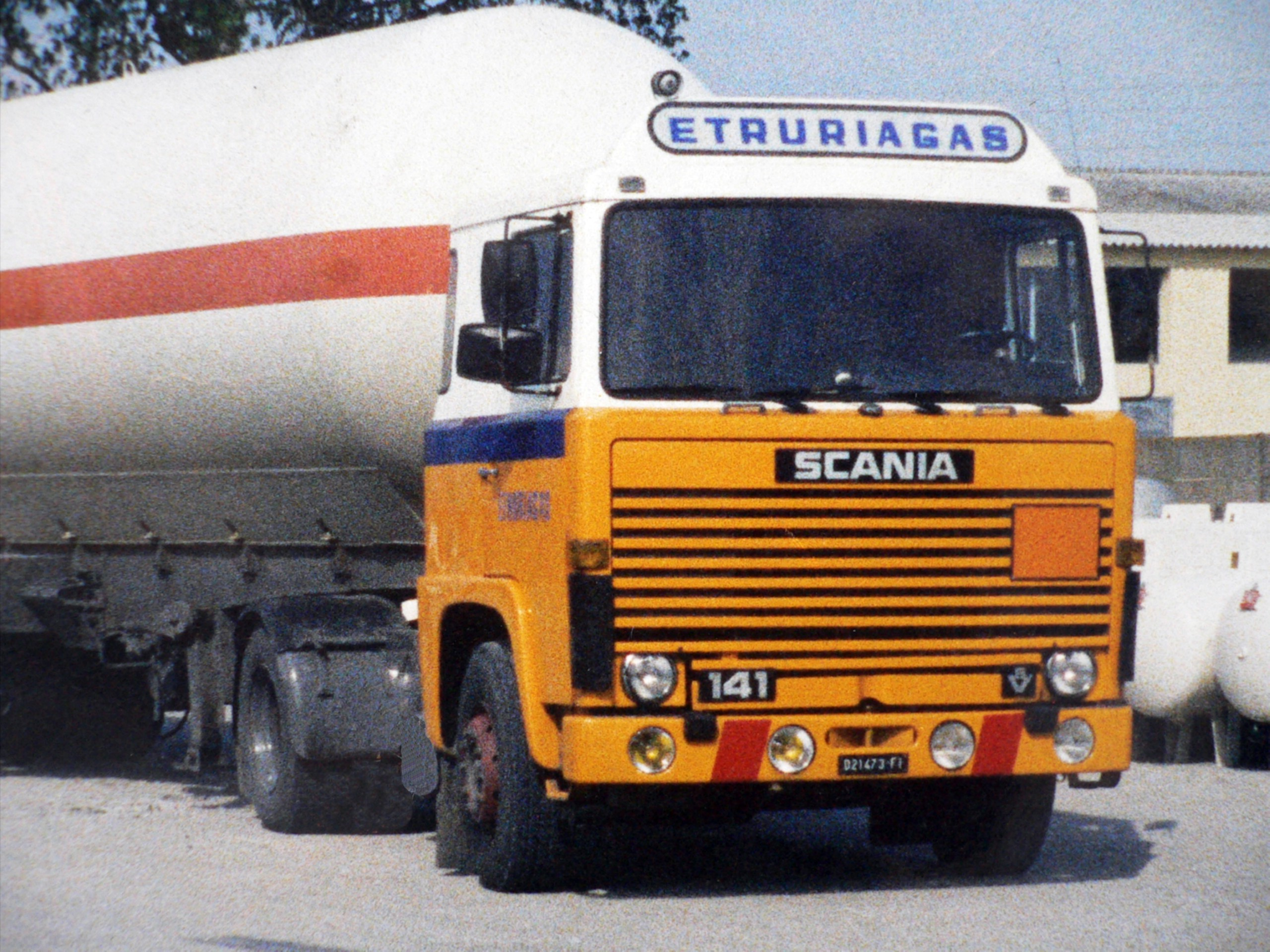
Scania LB141 i Italien.
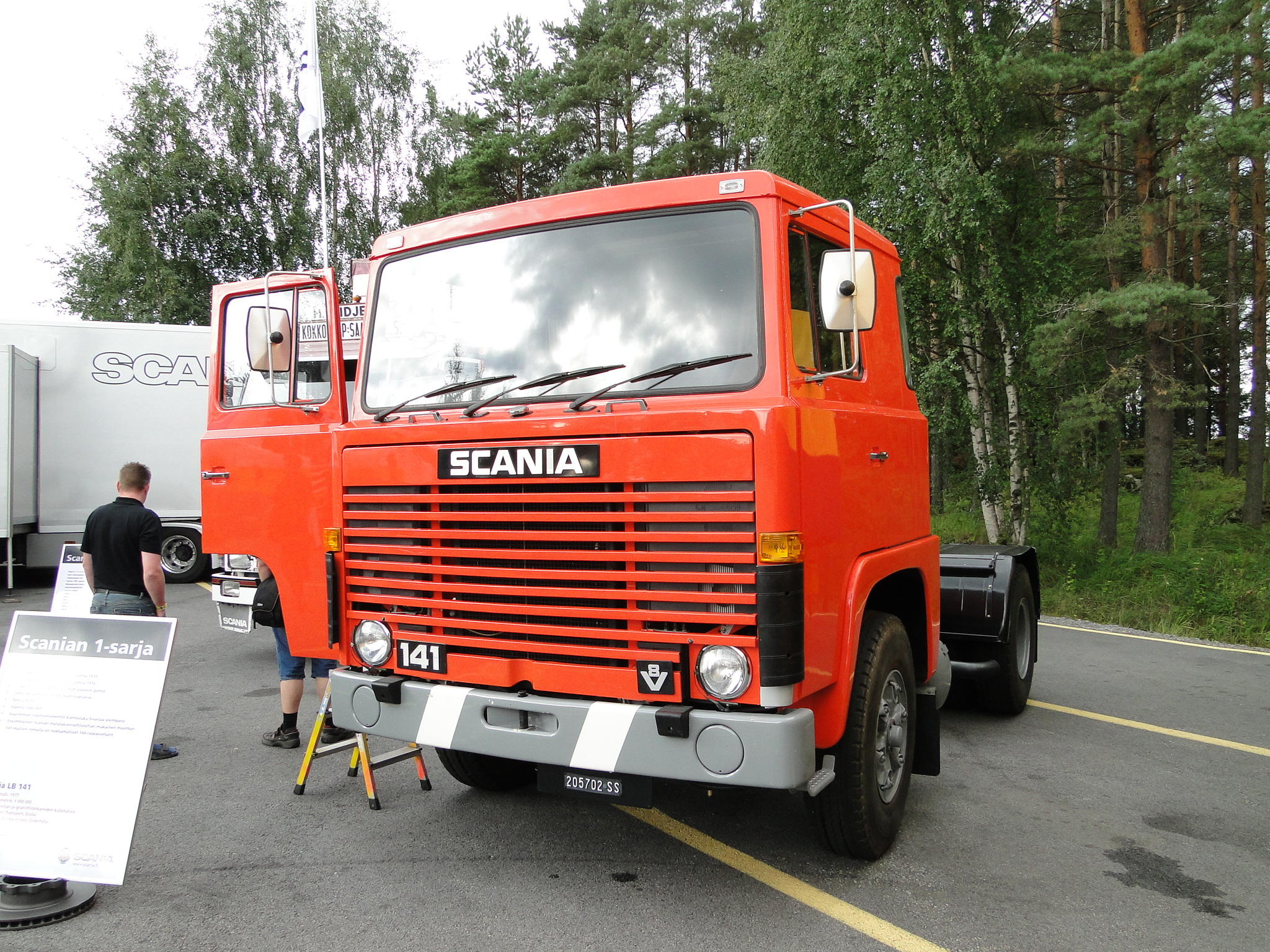
Scania LB141 med latinamerikansk design.
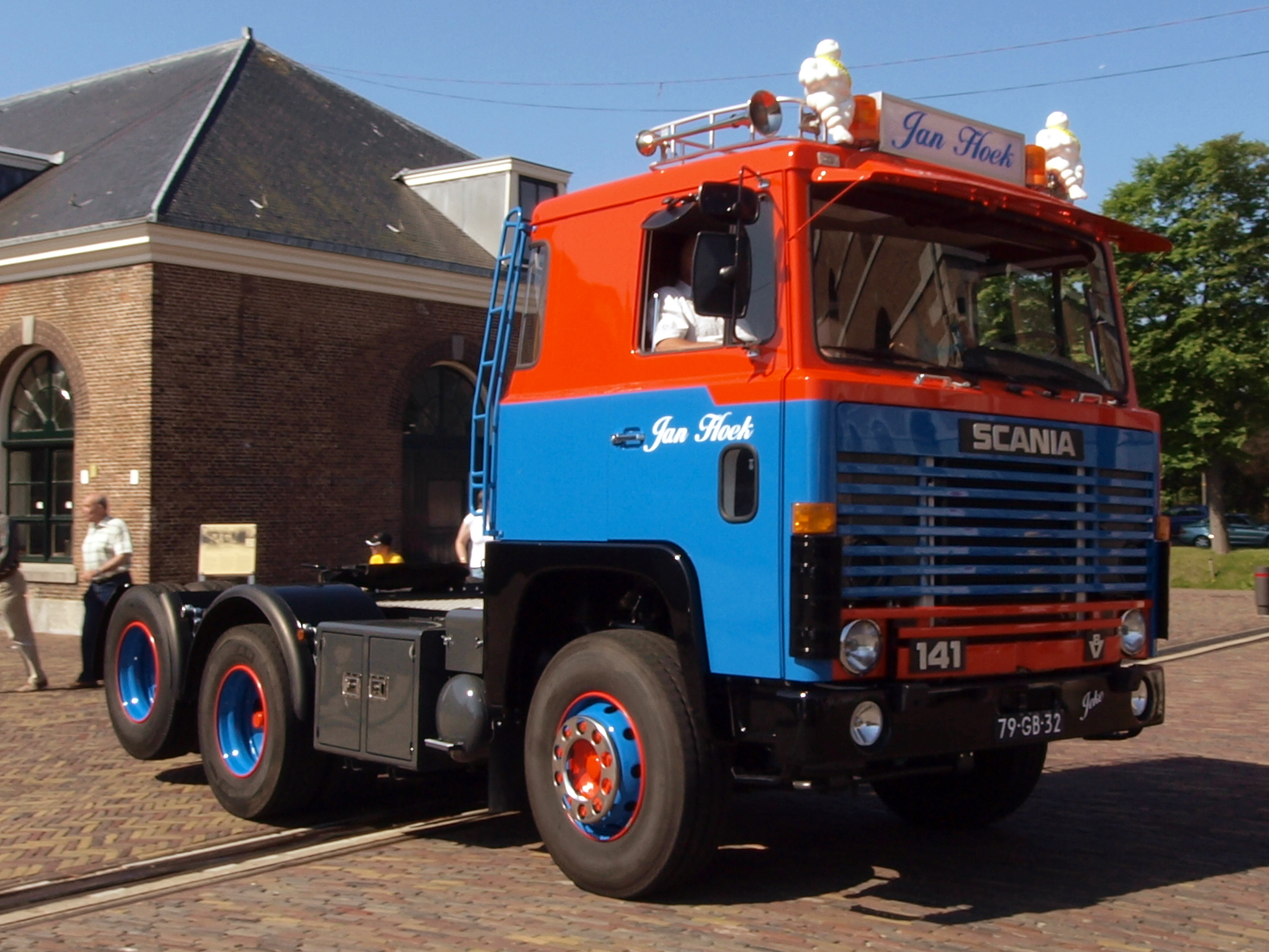
Scania LBS141 från 1979 i Nederländerna.
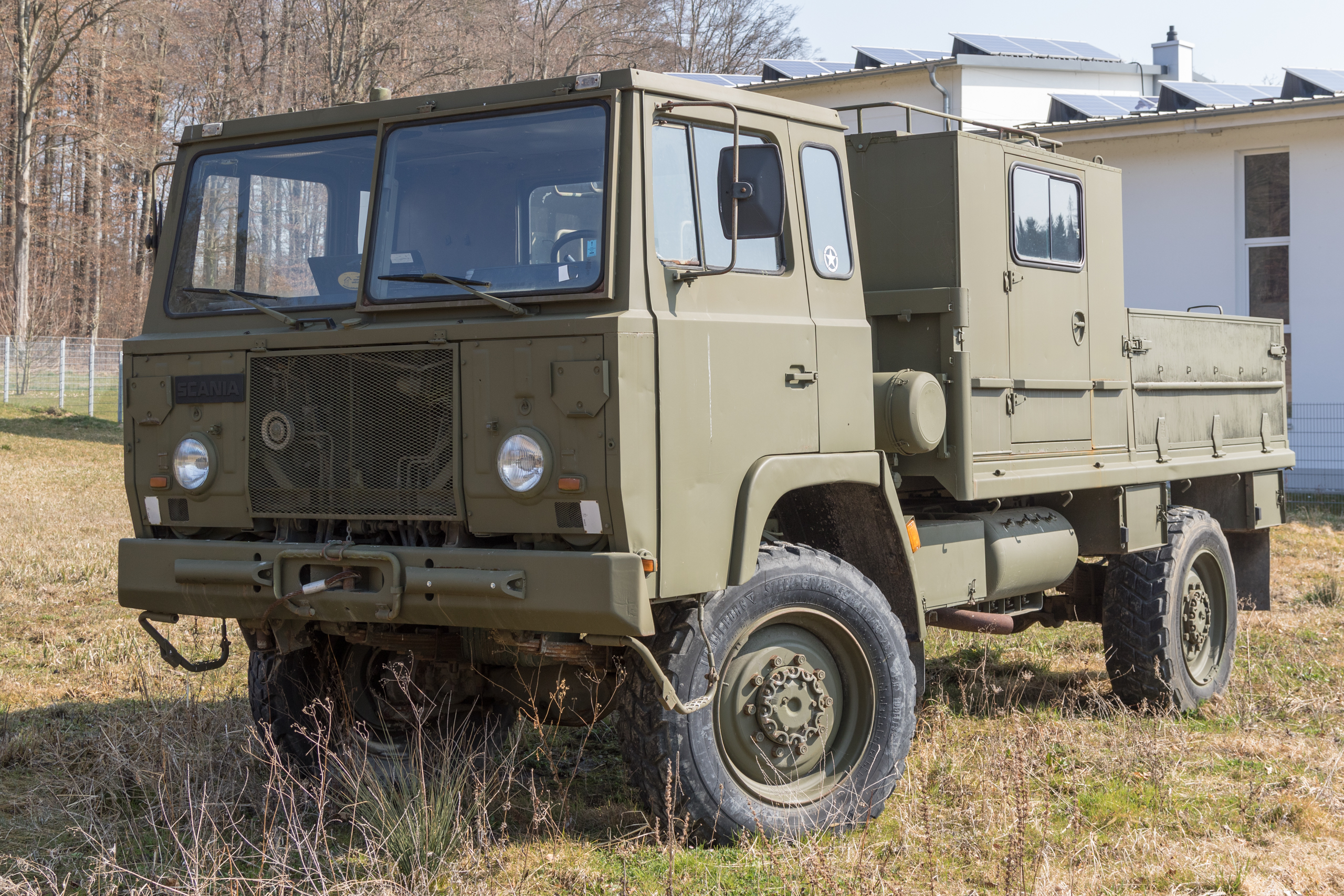
Scania SBA 111 för svenska armén